# Franco Mannino
Pour les articles homonymes, voir Mannino.
Franco Mannino (né le 25 avril 1924 à Palerme en Sicile et mort le 1er février 2005 à Rome) est un pianiste, directeur d'opéra, compositeur de musique de film, chef d'orchestre, dramaturge et romancier italien.

## Biographie
Franco Mannino fait ses débuts comme pianiste dès l'âge de 16 ans. 
Il dirige l'orchestre du Centre national des arts d'Ottawa au Canada entre 1982 et 1987.
Il a écrit plus de 440 compositions, parmi lesquelles des opéras, des ballets, des oratorios, des symphonies, de la musique de chambre et de la musique pour le théâtre. En outre il a composé la musique de plus d'une centaine de films pour certains des réalisateurs les plus connus de son époque, notamment Luchino Visconti avec qui il a collaboré à plusieurs reprises, comme pour le film Mort à Venise.
Son opéra créé en 1963 Il diavolo in giardino, à partir d'un livret de Luchino Visconti (dont il est également le beau-frère) basé sur une histoire courte de Thomas Mann, a été présenté au Teatro Massimo Vittorio Emanuele de Palerme.
Franco Mannino meurt à Rome en 2005 des suites d'une opération.

## Œuvres

### Opéras
- Vivì, op.19 (1955)
- La speranza, op.21 (1956)
- La stirpe di Davide, op.22 (1958)
- Le notti della paura, op.27 (1960)
- Il diavolo in giardino, op.31 (1962)
- Luisella, op.33 (1962)
- Il quadro delle meraviglie, op.34 (1962)
- Il ritratto di Dorian Gray, op.87 (1973)
- Il principe felice, op.227 (1981)

### Symphonies
- Tre Tempi, op.12 (1951)
- Suite per orchestra dall'opera Mario il mago, op.14 (1952)
- Concerto in re minore per pianoforte e orchestra, op.17 (1954)
- Sinfonia americana, op.18 (1954)
- Suite da un'opera immaginata, op.28 (1961)
- Mottetti strumentali, op.36 (1964)
- Capriccio di capricci, op.50 (1967)
- Sinfonia n.2, op.78 (1972)
- Concerto in sol per violoncello e orchestra, op.102 (1974)
- Cinque romanze per viola e orchestra,op.116 (1975)
- Sinfonia n.3, op.177 (1978)
- Settecento, op.204 (1979)
- Nirvana, op.209 (1980)
- Concerto per 6 violini,2 pianoforti e orchestra, op.214 (1980)
- Sinfonia n.4 "di Leningrado", op.225 (1981)
- Sinfonia n.5 "di Rideau Lake", op.237(1984)
- Sinfonia n.6, op.262 (1986)
- Sinfonia n.7, op.319 (1989)
- Sinfonia n.8 "degli Oceani", op.322 (1990)
- Sinfonia n.9, op.409 (1991)
- Sinfonia n.10 "da Colombo a Broadway", op.410 (1991)
- Evanescenze per arpa e orchestra, op.441 (1992)
- Sinfonia n.11, op.442 (1993)
- Sinfonia n.12 "Panormus", op.457 (1994)
- Ninna Nanna, op.575 (2001)

### Musiques de film
- Canto per violino e pianoforte, op.4 (1941)
- 1952 : La voce del sangue de Pino Mercanti
- Melodie per flauti di bambù, op.25 (1959)
- 1964 : La Révolte de Sparte (La rivolta dei sette) d'Alberto De Martino
- 1964 : La Terreur des Kirghiz (Ursus, Il Terrore dei Kirghisi) d'Anthony Dawson
- Variazioni capricciose per 3 violini, op.41 (1966)
- Enigma per quartetto d'archi, op.56 (1969)
- Sonata per violoncello solo, op.63 (1970)
- Elegia per timpano e pianoforte, op.70 (1971)
- La stella della sera per 2 corni, tromba e pianoforte, op.84 (1972)
- L'attesa,per violino e percussione, op.176 (1977)
- Tre canzoni per arpa, op.205 (1979)
- Rebus per flauto solo, op.228 (1981)
- Suoni astrali per 8 viole, op.245 (1985)
- Inquietudini per clarinetto e pianoforte, op.280 (1987)
- Tre impressioni seriali per basso tuba, op.325/327 (1990)
- Meriggio per quartetto di saxofoni, op.504 (1995)
- Arpeggione per marimba, op.556 (1997)
- Percezioni per quattro saxofoni, op.573 (1998)